# Janka-tarsóka
A Janka-tarsóka (Thlaspi jankae) a keresztesvirágúak rendjének, káposztafélék osztályának, tarsóka nemzetségébe tartozó endemikus növényfaj.

## Megjelenése
8–30 cm magas, vékony, felálló szárú évelő növény. Lándzsás, hegyes csúcsú, ép szélű és lemezű levelei ülőek, enyhén körbeölelik a szárat, a szárral együtt hamvas felületűek. Az apró, fehér virágok szárvégi, lapított fürtben nyílnak. Négy, keskeny szirom alkotja őket. Termése kerek, lapos becő. Március végétől nyílik réteken, sziklafalakon, napsütötte helyeken. Termései becőkék, amelyek a virágzás előrehaladtával még a teljes elvirágzás előtt megjelennek a fürtvirágzat alsó részén. A beérett hosszúkás-háromszögletű becőkékben foglalnak helyet az apró, kissé vöröslő, elliptikus magvak. Gyökerei rövid tarackokat fejlesztenek.
Virágzási ideje nagyban függ a termőhelyi adottságoktól, március végétől akár június közepéig is elhúzódhat.

## Elterjedése
Állományai Európában Szlovákiából, Romániából, illetve hazánkból ismertek. Magyarországon az Északi-középhegységben, főleg a Bükkben és a Mátrában fordul elő.
Kárpát-medencei endemizmusnak tekinthető.
Élőhelyeinek előfordulása változatos, rendszerint a nyílt vagy félárnyékos, meszes talajú élőhelyekhez kötődik. Elsősorban a déli kitettségű, rövid füvű, csenkeszes sztyeppréteket, löszgyepeket, ritkás tölgyeseket, fás-legelőket és hegyi réteket részesíti előnyben, de alföldi löszgyepeken is megtalálható.

## Védettsége
Magyarországon védett, természetvédelmi értéke 10.000 Ft.